# Saint-Lager-Bressac
Saint-Lager-Bressac település Franciaországban, Ardèche megyében. Lakosainak száma 959 fő (2022. január 1.). Saint-Lager-Bressac Baix, Chomérac, Cruas, Saint-Bauzile, Saint-Symphorien-sous-Chomérac és Saint-Vincent-de-Barrès községekkel határos.

## Népesség
A település népessége az elmúlt években az alábbi módon változott:
| Lakosok száma | 373  | 491  | 569  | 830  | 902  | 910  | 922  | 950  | 953  | 959  |
|               | 1968 | 1982 | 1990 | 2006 | 2013 | 2015 | 2017 | 2019 | 2020 | 2022 |